# 罗恩·吉德里
罗纳德·埃姆斯·吉德里（英語：Ronald Ames Guidry，1950年8月28日—），通稱羅恩·吉德里（Ron Guidry），美國職業棒球選手，曾經效力於美國職棒大聯盟紐約洋基隊，退休之後曾經擔任過洋基隊的投手教練。

## 早年
吉德里在路易斯安那州拉法葉出生，就讀於路易斯安那大學拉法葉分校，也在校隊投球。1969年至1970年間，吉德里擔任校隊隊長，個人投球成績則是12勝5負，防禦率2.03，奪三振137次。

## 選手生涯
紐約洋基隊在1971年大聯盟選秀會上選擇了吉德里（第3輪，通算第67位）。他在小聯盟的時間約四季，1975年和1976年都有大聯盟出賽紀錄。1976年吉德里幾乎就要被交易至巴爾的摩，不過由於左投的特性，最終被球隊留下。隔年他再次被考慮交易，對象則是多倫多藍鳥隊，不過藍鳥隊的球團總裁彼得·巴瓦西否決了這起交易。
1977年球季，吉德里原先擔任後援角色，之後被調整成為先發投手群一員。4月29日他臨時頂替邁可·托雷斯的先發任務，主投8+1⁄3局，率隊以3:0打敗西雅圖水手隊。該季吉德里16勝7負的戰績，以及後援轉先發的成功，是洋基隊的一大驚奇。在該屆世界大賽當中，吉德里於第四戰先發主投，力剋洛杉磯道奇隊，最終洋基方成功拿下總冠軍。
1978年吉德里有飛躍性的表現，該季他的表現被評論譽為洋基隊史單季最佳。6月17日對加州天使隊投出單場18次三振，締造洋基隊史新紀錄。吉德里在1978年有25勝3負的戰績，這是史上所有20勝級投手中最佳的個人勝率。此外，防禦率1.74，9場完封勝，以及248次奪三振等項目都是聯盟最佳，單季的奪三振數更成為洋基隊史紀錄。值得一提的是吉德里的第25次勝投，是次賽事是球季的第163場比賽，由於洋基隊和紅襪隊的戰績相同，必須通過加賽來決定分區首位誰屬。吉德里在客場超過三萬二千人的見證下，主投6+1⁄3局，僅失2分獲勝投，最終洋基成功擊敗紅襪，晉級該年季後賽。1978年世界大賽，洋基再次打敗洛杉磯道奇隊，成功衛冕總冠軍。季後，吉德里毫無懸念地獲全票通過，取得美國聯盟賽揚獎的殊榮。在球季最有價值球員的票選中，吉德里落後給紅襪隊的強打者吉姆·赖斯，屈居第2。
1984年8月7日，吉德里在對陣芝加哥白襪隊的賽事中，投出「完美一局」。該年他亦獲得克萊門特獎，以表彰其在「棒球運動及其精神，社區參與，以及個人對球隊的貢獻」。1985年吉德里再次獲得美國聯盟勝投王（22勝）。
1986年3月4日，吉德里和隊友威利·藍道夫一同被任命為洋基隊隊長。不過吉德里個人的表現在生涯後期受肩、肘傷勢所苦，他在1989年7月12日宣布退休。

## 執教
2006年球季，吉德里加入洋基隊教練團，擔任投手教練。隔年，即使洋基擁有優秀的投手陣容（包括王建民在內），他們的表現未臻理想，投手教練吉德里也連帶受到批評。該季洋基投手群的保送數是大聯盟倒數第6位，這是洋基隊隊史自2000年以來最差的表現。總教練喬·托瑞在季後離任，吉德里也未獲續約。

## 評價
包括1978年球季在內，吉德里曾數度入選全明星陣容（1978年、1979年、1982年、1983年）。此外他的防守備受肯定，曾在1982年至1986年期間連莊投手金手套獎。

## 生涯成績
| 年度   | 球隊     | 出賽 | 完投 | 完封 | 勝投 | 敗投 | 救援 | 三振  | 四死球 | 自責分 | 投球局數 | 防禦率 |
| ------ | -------- | ---- | ---- | ---- | ---- | ---- | ---- | ----- | ------ | ------ | -------- | ------ |
| 1975年 | 紐約洋基 | 10   | 0    | 0    | 0    | 1    | 0    | 15    | 10     | 6      | 15+2⁄3   | 3.45   |
| 1976年 | 紐約洋基 | 7    | 0    | 0    | 0    | 0    | 0    | 12    | 4      | 10     | 16       | 5.63   |
| 1977年 | 紐約洋基 | 31   | 9    | 5    | 16   | 7    | 1    | 176   | 67     | 66     | 210+2⁄3  | 2.82   |
| 1978年 | 紐約洋基 | 35   | 16   | 9    | 25   | 3    | 0    | 248   | 74     | 53     | 273+2⁄3  | 1.74   |
| 1979年 | 紐約洋基 | 33   | 15   | 2    | 18   | 8    | 2    | 201   | 71     | 73     | 236+1⁄3  | 2.78   |
| 1980年 | 紐約洋基 | 37   | 5    | 3    | 17   | 10   | 1    | 166   | 82     | 87     | 219+2⁄3  | 3.56   |
| 1981年 | 紐約洋基 | 23   | 0    | 0    | 11   | 5    | 0    | 104   | 27     | 39     | 127      | 2.76   |
| 1982年 | 紐約洋基 | 34   | 6    | 1    | 14   | 8    | 0    | 162   | 73     | 94     | 222      | 3.81   |
| 1983年 | 紐約洋基 | 31   | 21   | 3    | 21   | 9    | 0    | 156   | 65     | 95     | 250+1⁄3  | 3.42   |
| 1984年 | 紐約洋基 | 29   | 5    | 1    | 10   | 11   | 0    | 127   | 49     | 98     | 195+2⁄3  | 4.51   |
| 1985年 | 紐約洋基 | 34   | 11   | 2    | 22   | 6    | 0    | 143   | 45     | 94     | 259      | 3.27   |
| 1986年 | 紐約洋基 | 30   | 5    | 0    | 9    | 12   | 0    | 140   | 41     | 85     | 192+1⁄3  | 3.98   |
| 1987年 | 紐約洋基 | 17   | 2    | 0    | 5    | 8    | 0    | 96    | 42     | 48     | 117+2⁄3  | 3.67   |
| 1988年 | 紐約洋基 | 12   | 0    | 0    | 2    | 3    | 0    | 32    | 20     | 26     | 56       | 4.18   |
| 通算   | 通算     | 368  | 95   | 26   | 170  | 91   | 4    | 1,778 | 670    | 874    | 2,392    | 3.29   |

## 個人生活
吉德里在1972年9月23日同Bonnie Rutledge成婚。他們育有二女一子。
吉德里是天主教哥伦布骑士会的成員。
吉德里和洋基傳奇尤吉·貝拉有著相當好的私交，《紐約時報》作家哈維·阿拉頓（Harvey Araton）的著作《Driving Mr. Yogi: Yogi Berra, Ron Guidry, and Baseball's Greatest Gift》講述了此事。

## 其他
- 2003年8月23日，洋基隊將吉德里的背號（#49）退休，在中外野的紀念碑公園也為其立碑，供球迷紀念參觀。洋基隊史的幾位重要人物（菲爾·里茲圖、尤吉·貝拉、懷堤·福特、瑞吉·傑克森、丹·馬丁利等人）都參加了揭碑儀式。[31]

## 軼事
- 洋基球場的主場球迷們現在會在自家投手取得2好球優勢後，集體起立、鼓掌並激勵主場球員，這個「傳統」據說就是來自吉德里在1978年6月17日取得單場18次三振的演出。[16]

## 外部連結
- 球員資訊和成績在MLB ，ESPN ，Retrosheet ，Baseball Reference ，Baseball Reference (Minors) ，Fangraphs ，The Baseball Cube （英文）